# Karaops garyodwyeri
Espèce
Karaops garyodwyeri est une espèce d'araignées aranéomorphes de la famille des Selenopidae.

## Distribution
Cette espèce est endémique du Kimberley en Australie-Occidentale,. Elle se rencontre à l'ouest de Wyndham.

## Description
Le mâle holotype mesure 5,75 mm.

## Systématique et taxinomie
Cette espèce a été décrite par Crews en 2023.

## Étymologie
Cette espèce est nommée en l'honneur de Gary O'Dwyer.

## Publication originale
- Crews, 2023 : « But wait, there’s more! Descriptions of new species and undescribed sexes of flattie spiders (Araneae, Selenopidae, Karaops) from Australia. » ZooKeys, vol. 1150, p. 1-189 (texte intégral).